# Zizina antanossa
Espèce
Zizina antanossa ou Zizina otis antanossa est un insecte lépidoptère  de la famille des  Lycaenidae, de la sous-famille des Polyommatinae et du genre Zizina.

## Dénomination
Zizina antanossa a été décrite par Paul Mabille en 1877 sous le nom de Lycaena antonossa. Synonyme : Zizera antanossa ; Butler, 1900.
Pour certains et à la suite de travaux récents c'est Zizina otis antonossa une des sous-espèces de Zizina otis.

### Nom vernaculaire
Zizina antanossa se nomme en anglais Dark Grass Blue.

## Description
Ce petit papillon d'une envergure de 20 mm à 24 mm pour les mâles et de 21 mm à 28 mm pour les femelles est sur le dessus de couleur marron avec une suffusion bleue. Le revers est gris beige ornementé d'une ligne submarginale de taches marron surmontées chacune d'un chevron et d'une ligne de points noirs cerclés de blanc.

## Biologie
Il vole toute l'année dans les zones chaudes, avec en Afrique du Sud des périodes où il est en plus grand nombre, en octobre novembre puis en mars avril.

### Plantes hôtes
Les plantes hôtes de sa chenille sont Desmodium incanum et des Indigofera.

## Écologie et distribution
Il est présent dans toute l'Afrique, à Madagascar et aux Mascareignes à La Réunion et à l'île Maurice.

### Protection
Zizina antanossa est sur la liste rouge des rhopalocères protégés de La Réunion